# Фрисландія (історична область)

Неофіційний фризький прапор

Фризія (Фрисландія) (фриз. Fryslân; нижньосаксонська Freesland; нім. і нід. Friesland; дан. Frisland) — історична область на узбережжі Північного моря, що займає його ділянку від нідерландського озера Ейсселмер приблизно до узбережжя Данії. Місце проживання фризів, західногерманської етнічної групи.

## Історія
Фризи відомі з часів римських походів проти германців.
У Середньовіччі з VI століття по 734 рік фризи мали власну державу — Фризьке королівство.

Динаміка зміни території фризького королівства з 511 по 734 рр.
Королівство Фризія в 716 році
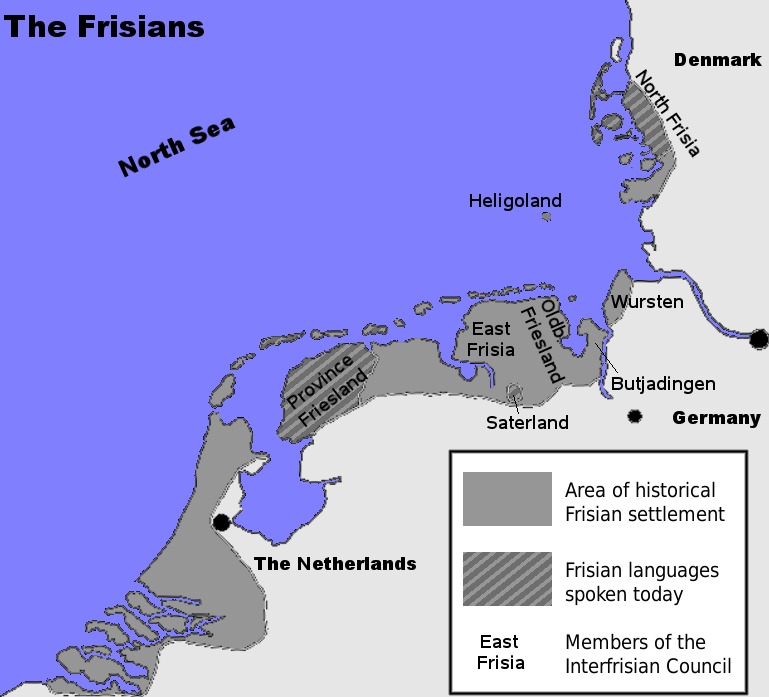
Території історичних фризьких державних утворень, сучасного поширення фризької мови, а також членів фризької співдружності
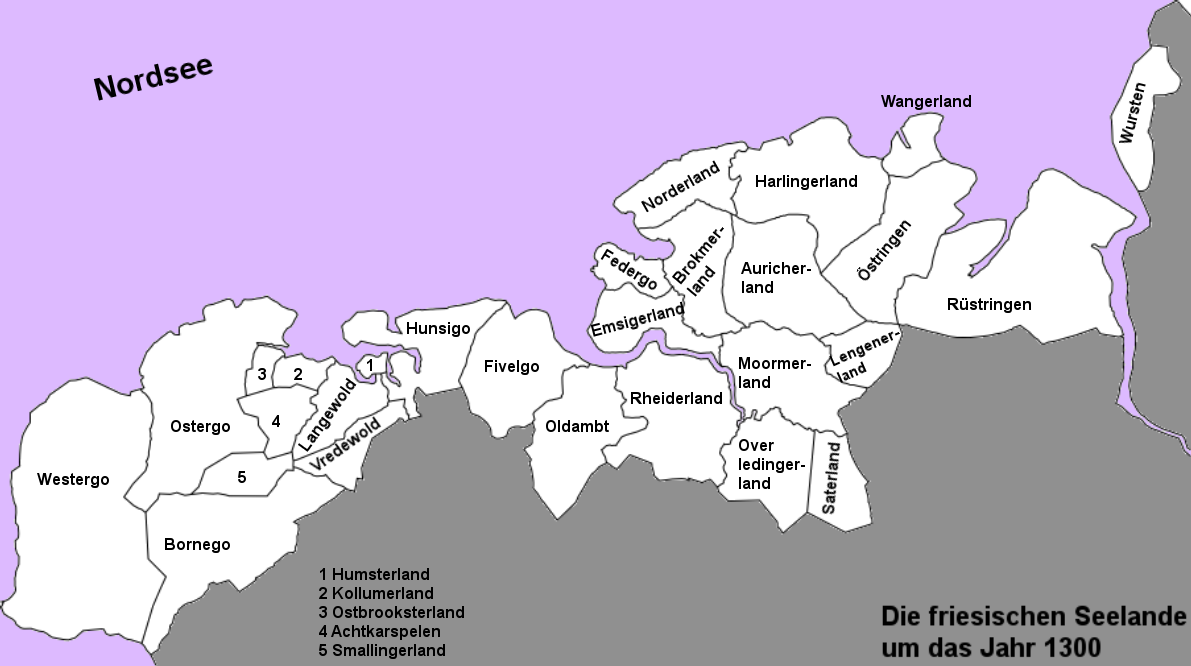
Карта земельних громад вільної фризької Зеландії від Зейдерзе до Везер а в межах 1300 роки (без островів).

Повінь в день Святої Люсії, що відбулося 14 грудня 1287 року позбавило країну значної частини території.
В Новий Час фризами називали в Нідерландах мешканців області між протокою Влі (між островами Вліланд і Терсхеллінг) і рікою Лауерс — нинішньої провінції Фрисландія. У той час як Північну Голландію досі називають Західною Фрисландією, її мешканці не називають себе вже фризами. В XVII столітті околиці міста Гронінген — Оммеланди також розглядалися як фрисландські, але тоді їх населення вважало себе мешканцями Гронінгену. Населення регіону Східна Фризія в Німеччині тепер називає себе і мешканців прибережних районів і островів Шлезвіг-Гольштейн фризами.
В даний час на території історичної області розташовуються сім географічно розділених регіонів:
- Західна Фрисландія (Західна Фризія) — регіон в провінції Північна Голландія в Нідерландах. Територія на захід від Зейдерзе, приєднана до 1287 року до Голланського графства.
- Фрисландія (Фризія) на захід від Лауерс (нід. Westerlauwers Friesland) — нині провінція в Нідерландах. З 1498 сеньйорія Фрисландія належала герцогу Саксонському Альбрехту III. Юний герцог Бургунський Карл V купив сеньйорію у герцога Саксонського Георга Бородатого в 1515 році. У 1524 році сеньйорія приєднана до Бургундських Нідерландів.
- Мала Фрисландія (нід. Klein Friesland) — Оммеланди в провінції Гронінген.
- Східна Фризія (Східна Фрисландія) — область на схід від річки Емс до Везера, включаючи Бутьядінген, нині в землі Нижня Саксонія в Німеччині. Графство Східна Фрисландія [de] існувало з 1464 по 1806 рік, управлялося родом Кірксена. У 1744 році було захоплено Пруссією.
- Ланд-Вурст [de] — область між Везером і Ельбою в Німеччині.
- Північна Фризія — район в землі Шлезвіг-Гольштейн в Німеччині.
- Гельголанд — острів у гирла Ельби в Німеччині.

## Мови
Півмільйона фризів у провінції Фрісландія в Нідерландах розмовляють західнофризькою. Кілька тисяч людей у Північній Фрісландії та Гельголанді в Німеччині розмовляють набором північнофризьких діалектів. Невелика кількість носіїв сатерландської фризької мови проживає в чотирьох селах Нижньої Саксонії, в регіоні Затерланд графства Клоппенбург, безпосередньо за межами традиційної Східної Фризії. Багато фризів розмовляють нижнесаксонськими діалектами, які мають фризький субстрат, відомий як фрізосаксонський, особливо у Східній Фризії, де місцеві діалекти називаються Ōstfräisk («східнофризька») або Ōstfräisk Plat (східнофризька нижньосаксонська). У провінціях Фрісландія та Гронінген, а також у Північній Фризії також є райони, де переважно розмовляють фризо-саксонськими діалектами, наприклад Гронінгс. У Західній Фризії існують такі діалекти голандської мови, як західнофризька голландська та стадсфріська.